# Peñamiller
Peñamiller là một đô thị thuộc bang Querétaro, México. Năm 2005, dân số của đô thị này là 17007 người.